# 鄭兆均
鄭兆均（Cheng Siu Kwan，1997年1月13日－），生於香港，香港足球運動員，司職左中場，現時效力香港超級聯賽球會理文。

## 球會生涯
鄭兆均生於香港，是標準流浪重點栽培對象。
2014年3月，在對東方的港甲聯賽處子登場，之後連續兩場正選上陣。
2014年10月18日，於標準流浪以1–5不敵太陽飛馬的聯賽，取得職業生涯首個入球。
2016年8月，加盟香港超級聯賽新軍球隊標準灝天。
2017年4月3日，對香港飛馬聯賽，在60分鐘取得加盟後的首個入球。但仍以1–2落敗。 球季完結後隨球隊總監李輝立一同重返標準流浪 。
2017年10月28日，对冠忠南區的菁英盃分組賽中，取得加盟後的首個入球。協助流浪以2–1勝出。但流浪在2018年4月22日主場不敵R&F富力後，宣告護級失敗。鄭兆均轉會至理文。
2019年4月27日，鄭兆均協助理文於菁英盃決賽擊敗佳聯元朗，奪得球會歷史上首項錦標。

## 國際賽生涯
2016年7月15日，入選香港U21的決選名單，岀戰在新加坡舉行的新加坡四國賽，最終大敗而回。
2017年7月，入選香港U22代表隊，參與在朝鮮舉行的亞洲23歲以下錦標賽外圍賽。以1勝2和不敗的成績，未能成為五隊最佳次名之一，無緣晉身決賽周。
2019年9月10日，港足於香港大球場出戰世界盃亞洲區外圍賽，主場力戰伊朗隊終以0：2告負，鄭兆均迎來大港腳「地標戰」。
2019年12月，入選香港代表隊，出戰2019年東亞足球錦標賽決賽週。

## 球場以外
中學時就讀傳統名校英華書院，畢業後升讀香港城市大學康樂及旅遊管理副學士。
偶像是現時效力意大利甲組聯賽球會國際米蘭的阿歷斯山齊士。
2022年7月8日，与相恋11年的女友正式註冊結婚。

## 國際賽事紀錄
- 僅列出國際A級比賽

| 上陣次數 | 時間           | 地點                    | 對手   | 比數 | 賽事性質                 | 入球(累計) |
| -------- | -------------- | ----------------------- | ------ | ---- | ------------------------ | ---------- |
| 1        | 2019年9月10日  | 香港 香港大球場         | 伊朗   | 0–2  | 2022年世界盃亞洲區外圍賽 | 0 (0)      |
| 2        | 2019年11月14日 | 香港 香港大球場         | 巴林   | 0–0  | 2022年世界盃亞洲區外圍賽 | 0 (0)      |
| 3        | 2019年11月19日 | 香港 香港大球場         | 柬埔寨 | 2–0  | 2022年世界盃亞洲區外圍賽 | 0 (0)      |
| 4        | 2019年12月11日 | 南韓 釜山亞運會主競技場 |        | 0–2  | 2019年東亞足球錦標賽     | 0 (0)      |
| 5        | 2019年12月18日 | 南韓 釜山亞運會主競技場 | 中國   | 0–2  | 2019年東亞足球錦標賽     | 0 (0)      |
| 6        | 2021年6月3日   | 巴林 穆哈拉格體育場     | 伊朗   | 1–3  | 2022年世界盃亞洲區外圍賽 | 0 (0)      |
| 7        | 2021年6月12日  | 巴林 穆哈拉格體育場     | 伊拉克 | 0–1  | 2022年世界盃亞洲區外圍賽 | 0 (0)      |
| 8        | 2021年6月15日  | 巴林 巴林國家體育場     | 巴林   | 0–4  | 2022年世界盃亞洲區外圍賽 | 0 (0)      |

## 榮譽
理文
- 香港菁英盃冠軍（2018–19季度）
- 香港超級聯賽冠軍（2023–24季度）

標準灝天
- 香港預備組聯賽冠軍（2016–17季度）

標準流浪
- 香港預備組聯賽冠軍（2015–16季度）

香港代表隊
- 港澳埠際賽冠軍（2017、2018年）
- 省港盃冠軍（2019年）

個人
- 香港足球明星選舉 最佳年青球員 (2018-19季度)

## 外部連結
- 香港足球總會網頁球員註冊資料 （页面存档备份，存于）